# Кёдо-кай

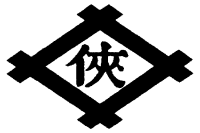
Даймон Кёдо-кай

Кёдо-кай (яп. 侠道会) — преступная группировка в японской мафии якудза, базирующаяся в префектуре Хиросима. Кёдо-кай насчитывает около 180 активных членов и 300 полуактивных членов, группировка является второй по численности в регионе Тюгоку после Кёсэй-кая.

## История
Кёдо-кай была основана вскоре после окончания Второй мировой войны как организация бакуто (карточных игроков) под названием Такахаси-гуми (яп. 高橋組) в городе Ономити Токудзиро Такахаси. Кокити Морита, тогда весьма влиятельный член Такахаси-гуми, сформировал Кёдо-кай в январе 1969 года на основе расформированной Такахаси-гуми. Младший брат Кокити Мориты, Кадзуо Морита, стал оябуном Кёдо-кай в ноябре 1989 года. Кёдо-кай был зарегистрирован как «указанная группа якудза» согласно Закону о контрмерах по отношению к организованной преступности в 1993 году.

## Состояние
Штаб-квартира Кёдо-кая расположена в городе Ономити, кроме того известно о ещё 5 офисах группировки в 5 разных префектурах Японии, включая префектуры Окаяма и Кагава.

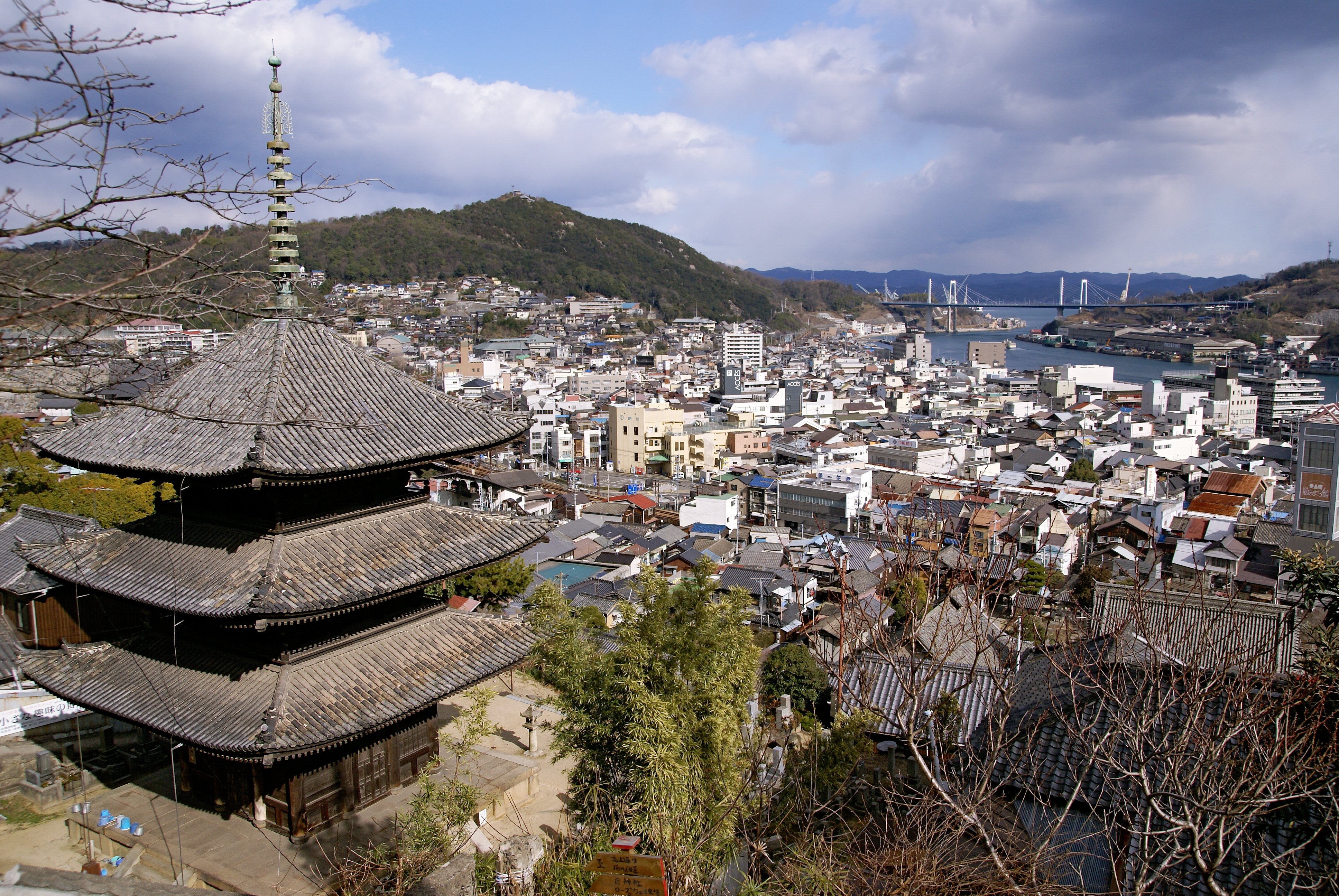
Ономити

С 1996 года Кёдо-кай является членом противостоящей Ямагути-гуми федерации Гося-кай с тремя другими группировками якудза из региона Тюгоку: Кёсэй-кай, Асано-гуми и Года-икка, а также располагающаяся в регионе Сикоку клан Синва-кай.

## Участие в политике
Основатель группировки Токудзиро Такахаси также был и политиком. Он был избран в городской совет Ономити в апреле 1951 года и позднее стал одной из наиболее влиятельных фигур в политической жизни города. Впоследствии он был избран в совет префектуры Хиросима в декабре 1955 года и оставался в нём до декабря 1967 года, пока не был арестован за незаконный игровой бизнес.

## Оябуны
- 1-й (1969–1989): Кокити Морита
- 2-й (1989–2001): Кадзуо Морита
- 3-й (2001-): Нодзому Икэдзава